# 서울 이야기
《서울 이야기》는 1993년 12월 10일부터 1993년 12월 17일까지 MBC에서 방영된 베스트극장으로, 거대 도시 서울과 서울 사람들이 엮어내는 사랑, 배신, 권태, 환희 등 다양한 모습을 2부작 6편의 미니드라마로 구성하였다. 서울을 무대로 하여 제1부는 비극적인 이야기를, 제2부는 희극적인 이야기를 각각 3편씩 담았다.

## 제1부

### 제1화 가상의 아담

#### 줄거리
주인공인 나는 지방의 가족들과 떨어져 서울에서 아파트를 얻어 혼자 살고 있는 33세의 독신녀로 사서로 일하고 있다. 취미는 동네 비디오 가게에서 테이프를 빌려 보는 것인데, 비디오를 보고 있노라면 극중의 남자 주인공이 애인처럼 생각돼 쓸쓸한 마음을 달래준다. 어느날 나는 집으로 돌아오던 중 길가 상점에서 전날 본 비디오의 남자 주인공이 쓰던 것과 비슷한 남성용 소도구가 눈에 띄어 장식용으로 사들이기 시작, 얼마 후 아파트에는 남성용품들로 가득찬다.

#### 제작진
- 연출 : 황인뢰

#### 출연진
- 심혜진
- 하재영

### 제2화 비가를 부르는 여자

#### 줄거리
급성폐렴으로 딸을 잃은 뒤 별거생활을 하면서 고통을 겪는 부부 이야기.

#### 제작진
- 연출 : 최창욱

#### 출연진
- 김흥석
- 견미리

### 제3화 외무사원

#### 줄거리
한 보험회사 외판사원의 눈으로 본 서울 사람들의 세태 풍자극이다.

#### 제작진
- 연출 : 박종

#### 출연진
- 이영범
- 맹상훈
- 전미선

## 제2부

### 제1화 첫 번째 키스

#### 줄거리
나는 이번에 일류대학에 갓 입학한 여대생이다. 그런데 고교시절 남자친구에게 일류대학에 들어가면 자신의 입술을 허락하기로 한 약속 때문에 마음이 아주 불편하다. 약속 당시에는 꼭 그렇게 하겠다는 생각보다는 나쁜 길로 빠져드는 친구의 마음을 잡아주기 위한 임시방편이었는데 그는 약속 때문인지 열심히 공부해 마침내 일류대학에 합격했다. 드디어 그와 약속한 날, 나는 어떻게 할까 망설이다 마음을 다 잡아먹고 약속 장소로 향한다.

#### 제작진
- 연출 : 황인뢰

### 제2화 폼생폼사

#### 제작진
- 연출 : 장용우

### 제3화 위대한 유산

#### 제작진
- 연출 : 정세호

#### 출연진
- 김세준